# John Isaac Briquet
John Isaac Briquet (13. března 1870 Ženeva – 26. října 1931 tamtéž) byl švýcarský botanik.

## Život a kariéra
Briquet studoval v Ženevě a Berlíně. Roku 1891 obhájil doktorát a od 1896 pracoval jako konzervátor ženevské botanické zahrady, kterou pak mezi lety 1906 až 1931 řídil. Zabýval se taxonomií rostlin a jeho nevýznamnějším dílem je Recueil Synoptique z roku 1930.